# کهل (خلخال)
روستای کهل یکی از روستاهای بخش شاهرود شهرستان خلخال واقع در استان اردبیل است. این روستا بر اساس سرشماری سال ۱۳۸۵ خورشیدی ۱۳۱ نفر جمعیت دارد. اهالی کهل به زبان تاتی سخن می‌گویند.